# Little Goose Island
Little Goose Island är en ö i Australien. Den ligger i delstaten Tasmanien, i den sydöstra delen av landet, omkring 290 kilometer norr om delstatshuvudstaden Hobart.